# Swarm (アプリケーション)
Swarm（スウォーム）とはiOS、Android、Windows Phone 8.1に対応するモバイルアプリケーションで、ソーシャルネットワークを使って自分の今いる位置を共有することができる。Foursquareアプリケーションから分割されたアプリであり、場所を表示するためのチェックイン (check-in) 機能だけでなく、友人と行きたい場所のプランを組む、近くに誰がいるかを見る、ライフログとして使う等の機能を併せ持つ。
Foursquare 8と互換性があり、Swarmが収集した場所とチェックインのデータはFoursquareにおけるユーザーのお薦めを改善するために使用される。チェックイン機能と位置共有をSwarmという別アプリケーションに分割することでFoursquareをYelpのように場所の情報を探索し発見する機能に絞り込んだ。Swarmは位置が記録された写真やステッカーをチェックしたり、FacebookやTwitterのような他のソーシャルネットワークサイトにチェックインを表示・共有することができる。
また分割に伴いバッジ、ポイント制といったFoursquareのゲーム的側面は廃止されたが、後にメイヤー制度の復活やチェックインによって獲得するコイン数を友達と競える機能が追加されるなど、ゲーム的な側面も復活しつつある。

## 機能
2014年4月13日にWindows Phone 8.1版を、5月5日にiOSとAndroid版を公開、Foursquareにはない機能が複数導入された。

### 地域共有とチェックイン
Foursquareの過去のバージョンとは異なり、Swarmでは友人と位置を共有する際にチェックインをする必要がなく、地域共有という新機能で常に自身の位置をバックグラウンドで共有することができるようになった。地図上にユーザーの位置をピンポイントするのではなく、地域共有では友人に対してユーザーの位置を意図的に曖昧にしていて、経路やおおよその近所やエリアのみを共有している。また、Neighborhood Sharingは画面上部にある黄色のバーを右にスワイプするだけで有効と無効を切り替えることができる。
もしユーザーがより精密な位置を共有したい場合は、チェックインすることで特定の場所や位置を友人と共有することができる。また、現在位置でチェックイン時にメッセージを書いたり、友人に伝える（もしくはチェックイン）ことができるが、メッセージには写真を添付するだけでなくTwitterやFacebookにチェックインを投稿することもできる。ユーザーの位置はFacebookの友達やTwitterのフォロワーとの共有を有効にしていない限りサービス上の友人とのみ共有になる。

### プラン
プランと呼ばれる新機能では近くにいる友人全員にグループメッセージを送信することができ、これによりグループのミートアップが促進される。

### ステッカー
Foursquareに無いSwarmの新機能としてステッカーがあり、チェックインした時に気分や何をしたかを素早く表現することができる。ユーザーがチェックする場所によって異なる種類の新たなステッカーをアンロックすることができる。また、特定のステッカーをチェックインのときに表示させるとコイン（後述）の枚数を増やせるスーパーステッカーというものも存在する。スーパーステッカーを使用するとコインの獲得枚数が2倍・3倍になるが、1週間に1回しか使えない。

### メイヤー
メイヤーとは、チェックインできるスポットについて、その場所に最近30日間で最も多くチェックインしたユーザーを指し、アプリを利用する全ユーザーとこの獲得を競争することができる。メイヤーとなったユーザーは王冠のステッカーを得ることができ、メイヤーとなっている旨をそのスポットに表示させることも可能になる。

### 履歴検索
ユーザーは自身のプロフィールページから過去にチェックインした場所を場所名、都市名、場所の種類で検索することができ、さらに特定の場所で過去チェックしたユーザーも検索できる。アプリ内の地図上に自らがこれまでチェックインしたスポットを一覧表示させることも可能であり、網羅的・視覚的に自らの行動範囲を見られる。また、国や都道府県ごとにチェックインしたスポット数を表示させることも可能である。

### コイン
チェックインによって得られるもので、チェックインの回数、施設の種類、その他ボーナスなどによって獲得できる枚数が異なる。また、友達になっているユーザーとランキング形式で1週間の獲得コインを競うことができ、上位にはボーナスが与えられる。かつては貯めたコインをスーパーステッカーのアップグレードに使うことができたが、現在は使い道がなくなっている。

## 評価
CNETは「大胆な移行」と評し、Foursquareの散らかり具合の一部を除去したことや、ユーザーが素早く友人の場所を探したりプランを作成することに主眼を置いたことを賞賛した。一方で、Swarm配信開始直後には、ゲーム要素が削られたことや、Foursquareアプリケーションに加えSwarmをダウンロードしなければならなくなったこと、Foursquareからデザインが大幅に変更されたこと等に不満を示す一部の既存Foursquareユーザーからの不評も存在した。